# 逢侯
逢侯（？—？），北匈奴单于，前南匈奴單于屯屠何之子。

## 生平
逢侯原任日逐王。因為新降的北匈奴部眾對南匈奴單于師子不服，在公元94年，十五部二十幾萬人皆叛變，脅迫前南匈奴單于屯屠何之子奧鞬日逐王逢侯為單于，匈奴再次分裂。東漢派邓鸿等率领大軍以及烏桓、鮮卑兵共四萬人，在满夷谷（今内蒙古准格尔旗西北）大敗逢侯，匈奴失众七万余，逢侯遂率眾出塞，漢軍追趕不及，他成為新任的北匈奴單于。分为二部，逢侯自领右部屯涿邪山，左部屯朔方西北。96年，因部众饥困，又遭鲜卑袭击，无所归，逃入塞者络绎不绝。100年，连续遭南匈奴袭击，处境窘迫。104年后，连续遣使至汉称臣贡献，请和亲，修故约。107年，逢侯趁東漢撤銷西域都護，放棄西域之際，控制西域，對各國進行壓榨勒索，脅迫諸國共同搔擾東漢邊疆十幾年。117年，逢侯被鮮卑擊敗，大部分部落歸附鮮卑，118年，逢侯只得率領百餘人到朔方郡塞投靠東漢。東漢政府把他徙居到豫州的潁川郡，他共立二十五年。